# Kerntler Jenő
Kerntler Jenő  (Budapest, 1878. október 17. – Budapest, 1938. november 15.) magyar zongoraművész, zeneszerző, főiskolai tanár.

## Életpályája
1924-től a Nemzeti Zenede, 1926-tól a Zeneművészeti Főiskola tanára volt. Kamaraművészként is hírnevet szerzett magának. Az 1930-as években működő Kerntler-trió tagjai voltak még Koncz János és Zsámboki Miklós illetve egy időben Országh Tivadar hegedűművész..
Szakcikkei és zenekritikái jelentek mega Die Musik, a Muzsika, a Zenei Szemle és más lapokban.

## Művei
Zenekari darabokat, kamaraműveket  és zongoraversenyt szerzett.